# Guwa Guwa
Guwa Guwa is een bestuurslaag in het regentschap Sumenep van de provincie Oost-Java, Indonesië. Guwa Guwa telt 3784 inwoners (volkstelling 2010).